# Tournoi de tennis de Moselle
Pour les articles homonymes, voir Moselle.
Le Moselle Open est un tournoi de tennis masculin classé ATP 250 Series par l'ATP qui se déroule à Metz.

## Histoire
Les matchs se jouent sur un revêtement souple mettant la plupart des styles de jeu sur un pied d'égalité.
En 2003, l'Open de Moselle réapparait dans le calendrier ATP en prenant la suite du Grand Prix de Toulouse qui avait disparu après l'explosion de l'usine AZF en septembre 2001. En effet, de 1980 à 1988, ce tournoi avait lieu tous les deux ans.
Depuis son retrait du circuit ATP, Fabrice Santoro a rejoint Julien Boutter, lui aussi ancien joueur professionnel, pour l'organisation du tournoi, en tant que président.
À partir de l'édition 2011, l'Open de Moselle s'appelle désormais Moselle Open et se déroule au parc des expositions de Metz. Ceci permet de créer deux courts d'entraînement supplémentaires où les spectateurs peuvent accéder, ce qui n'était pas possible aux Arènes.
L'édition 2014 revient au Palais omnisports Les Arènes, pour des questions financières. Pour cette édition, le tournoi dispose pour la première fois de la technologie dite « Hawk-Eye ».
En octobre 2016, Yvon Gérard déclare que le tournoi est vendu et se déroulera à l'avenir à Taipei (Taïwan) à compter de 2017. Cette vente est refusée par l'ATP. Toutefois un changement d'actionnariat a bel et bien lieu, mais qui ne modifie pas le lieu où se déroule le tournoi.
En 2017, le tournoi utilise le logiciel Foxtenn, concurrent du Hawk-Eye, pour la vidéo sur les balles litigieuses.

## Palmarès

### Simple
| No | Date       | Nom et lieu du tournoi | Catégorie   | Dotation  | Surface    | Vainqueur          | Finaliste             | Score           |         |
| -- | ---------- | ---------------------- | ----------- | --------- | ---------- | ------------------ | --------------------- | --------------- | ------- |
| 1  | 29-09-2003 | Open de Moselle, Metz  | Int' Series | 355 000 $ | Dur (int.) | Arnaud Clément     | Fernando González     | 6-3, 1-6, 6-3   | Tableau |
| 2  | 11-10-2004 | Open de Moselle, Metz  | Int' Series | 355 000 $ | Dur (int.) | Jérôme Haehnel     | Richard Gasquet       | 7-69, 6-4       | Tableau |
| 3  | 03-10-2005 | Open de Moselle, Metz  | Int' Series | 355 000 $ | Dur (int.) | Ivan Ljubičić      | Gaël Monfils          | 7-67, 6-0       | Tableau |
| 4  | 02-10-2006 | Open de Moselle, Metz  | Int' Series | 355 000 $ | Dur (int.) | Novak Djokovic     | Jürgen Melzer         | 4-6, 6-3, 6-2   | Tableau |
| 5  | 01-10-2007 | Open de Moselle, Metz  | Int' Series | 391 000 $ | Dur (int.) | Tommy Robredo      | Andy Murray           | 0-6, 6-2, 6-3   | Tableau |
| 6  | 29-09-2008 | Open de Moselle, Metz  | Int' Series | 349 000 € | Dur (int.) | Dmitri Toursounov  | Paul-Henri Mathieu    | 7-68, 1-6, 6-4  | Tableau |
| 7  | 21-09-2009 | Open de Moselle, Metz  | ATP 250     | 398 250 € | Dur (int.) | Gaël Monfils       | Philipp Kohlschreiber | 7-61, 3-6, 6-2  | Tableau |
| 8  | 20-09-2010 | Open de Moselle, Metz  | ATP 250     | 398 250 € | Dur (int.) | Gilles Simon       | Mischa Zverev         | 6-3, 6-2        | Tableau |
| 9  | 19-09-2011 | Moselle Open, Metz     | ATP 250     | 398 250 € | Dur (int.) | Jo-Wilfried Tsonga | Ivan Ljubičić         | 6-3, 64-7, 6-3  | Tableau |
| 10 | 17-09-2012 | Moselle Open, Metz     | ATP 250     | 398 250 € | Dur (int.) | Jo-Wilfried Tsonga | Andreas Seppi         | 6-1, 6-2        | Tableau |
| 11 | 16-09-2013 | Moselle Open, Metz     | ATP 250     | 410 200 € | Dur (int.) | Gilles Simon       | Jo-Wilfried Tsonga    | 6-4, 6-3        | Tableau |
| 12 | 15-09-2014 | Moselle Open, Metz     | ATP 250     | 426 605 € | Dur (int.) | David Goffin       | João Sousa            | 6-4, 6-3        | Tableau |
| 13 | 21-09-2015 | Moselle Open, Metz     | ATP 250     | 439 405 € | Dur (int.) | Jo-Wilfried Tsonga | Gilles Simon          | 7-65, 1-6, 6-2  | Tableau |
| 14 | 19-09-2016 | Moselle Open, Metz     | ATP 250     | 463 520 € | Dur (int.) | Lucas Pouille      | Dominic Thiem         | 7-65, 6-2       | Tableau |
| 15 | 18-09-2017 | Moselle Open, Metz     | ATP 250     | 482 060 € | Dur (int.) | Peter Gojowczyk    | Benoît Paire          | 7-5, 6-2        | Tableau |
| 16 | 17-09-2018 | Moselle Open, Metz     | ATP 250     | 501 345 € | Dur (int.) | Gilles Simon       | Matthias Bachinger    | 7-62, 6-1       | Tableau |
| 17 | 16-09-2019 | Moselle Open, Metz     | ATP 250     | 524 340 € | Dur (int.) | Jo-Wilfried Tsonga | Aljaž Bedene          | 64-7, 7-64, 6-3 | Tableau |
| 18 | 20-09-2021 | Moselle Open, Metz     | ATP 250     | 419 470 € | Dur (int.) | Hubert Hurkacz     | Pablo Carreño Busta   | 7-62, 6-3       | Tableau |
| 19 | 19-09-2022 | Moselle Open, Metz     | ATP 250     | 534 555 € | Dur (int.) | Lorenzo Sonego     | Alexander Bublik      | 7-63, 6-2       | Tableau |
| 20 | 05-11-2023 | Moselle Open, Metz     | ATP 250     | 562 815 € | Dur (int.) | Ugo Humbert        | Alexander Shevchenko  | 6-3, 6-3        | Tableau |
| 21 | 04-11-2024 | Moselle Open, Metz     | ATP 250     | 579 320 € | Dur (int.) | Benjamin Bonzi     | Cameron Norrie        | 7-66, 6-4       | Tableau |

### Double
| No | Date       | Nom et lieu du tournoi | Catégorie   | Dotation  | Surface    | Vainqueurs                              | Finalistes                            | Score             |         |
| -- | ---------- | ---------------------- | ----------- | --------- | ---------- | --------------------------------------- | ------------------------------------- | ----------------- | ------- |
| 1  | 29-09-2003 | Open de Moselle, Metz  | Int' Series | 355 000 $ | Dur (int.) | Julien Benneteau Nicolas Mahut          | Michaël Llodra Fabrice Santoro        | 7-62, 6-3         | Tableau |
| 2  | 11-10-2004 | Open de Moselle, Metz  | Int' Series | 355 000 $ | Dur (int.) | Arnaud Clément Nicolas Mahut            | Ivan Ljubičić Uros Vico               | 6-2, 7-68         | Tableau |
| 3  | 03-10-2005 | Open de Moselle, Metz  | Int' Series | 355 000 $ | Dur (int.) | Michaël Llodra Fabrice Santoro          | José Acasuso Sebastián Prieto         | 5-2, 3-5, 5-44    | Tableau |
| 4  | 02-10-2006 | Open de Moselle, Metz  | Int' Series | 355 000 $ | Dur (int.) | Richard Gasquet Fabrice Santoro         | Julian Knowle Jürgen Melzer           | 3-6, 6-1, [11-9]  | Tableau |
| 5  | 01-10-2007 | Open de Moselle, Metz  | Int' Series | 391 000 $ | Dur (int.) | Arnaud Clément Michaël Llodra           | Mariusz Fyrstenberg Marcin Matkowski  | 6-1, 6-4          | Tableau |
| 6  | 29-09-2008 | Open de Moselle, Metz  | Int' Series | 349 000 € | Dur (int.) | Arnaud Clément Michaël Llodra           | Mariusz Fyrstenberg Marcin Matkowski  | 5-7, 6-3, [10-8]  | Tableau |
| 7  | 21-09-2009 | Open de Moselle, Metz  | ATP 250     | 398 250 € | Dur (int.) | Colin Fleming Ken Skupski               | Arnaud Clément Michaël Llodra         | 2-6, 6-4, [10-5]  | Tableau |
| 8  | 20-09-2010 | Open de Moselle, Metz  | ATP 250     | 398 250 € | Dur (int.) | Dustin Brown Rogier Wassen              | Marcelo Melo Bruno Soares             | 6-3, 6-3          | Tableau |
| 9  | 19-09-2011 | Moselle Open, Metz     | ATP 250     | 398 250 € | Dur (int.) | Jamie Murray André Sá                   | Lukáš Dlouhý Marcelo Melo             | 6-4, 7-67         | Tableau |
| 10 | 17-09-2012 | Moselle Open, Metz     | ATP 250     | 398 250 € | Dur (int.) | Nicolas Mahut Édouard Roger-Vasselin    | Johan Brunström Frederik Nielsen      | 7-63, 6-4         | Tableau |
| 11 | 16-09-2013 | Moselle Open, Metz     | ATP 250     | 410 200 € | Dur (int.) | Johan Brunström Raven Klaasen           | Nicolas Mahut Jo-Wilfried Tsonga      | 6-4, 7-65         | Tableau |
| 12 | 15-09-2014 | Moselle Open, Metz     | ATP 250     | 426 605 € | Dur (int.) | Mariusz Fyrstenberg Marcin Matkowski    | Marin Draganja Henri Kontinen         | 63-7, 6-3, [10-8] | Tableau |
| 13 | 21-09-2015 | Moselle Open, Metz     | ATP 250     | 439 405 € | Dur (int.) | Łukasz Kubot Édouard Roger-Vasselin     | Pierre-Hugues Herbert Nicolas Mahut   | 2-6, 6-3, [10-7]  | Tableau |
| 14 | 19-09-2016 | Moselle Open, Metz     | ATP 250     | 463 520 € | Dur (int.) | Julio Peralta Horacio Zeballos          | Mate Pavić Michael Venus              | 6-3, 7-64         | Tableau |
| 15 | 18-09-2017 | Moselle Open, Metz     | ATP 250     | 482 060 € | Dur (int.) | Julien Benneteau Édouard Roger-Vasselin | Wesley Koolhof Artem Sitak            | 7-5, 6-3          | Tableau |
| 16 | 17-09-2018 | Moselle Open, Metz     | ATP 250     | 501 345 € | Dur (int.) | Nicolas Mahut Édouard Roger-Vasselin    | Ken Skupski Neal Skupski              | 6-1, 7-5          | Tableau |
| 17 | 16-09-2019 | Moselle Open, Metz     | ATP 250     | 524 340 € | Dur (int.) | Robert Lindstedt Jan-Lennard Struff     | Nicolas Mahut Édouard Roger-Vasselin  | 2-6, 7-61, [10-4] | Tableau |
| 18 | 20-09-2021 | Moselle Open, Metz     | ATP 250     | 419 470 € | Dur (int.) | Hubert Hurkacz Jan Zieliński            | Hugo Nys Arthur Rinderknech           | 7-5, 6-3          | Tableau |
| 19 | 19-09-2022 | Moselle Open, Metz     | ATP 250     | 534 555 € | Dur (int.) | Hugo Nys Jan Zieliński                  | Lloyd Glasspool Harri Heliövaara      | 7-65, 6-4         | Tableau |
| 20 | 05-11-2023 | Moselle Open, Metz     | ATP 250     | 562 815 € | Dur (int.) | Hugo Nys Jan Zieliński                  | Constantin Frantzen Hendrik Jebens    | 6-4, 6-4          | Tableau |
| 21 | 04-11-2024 | Moselle Open, Metz     | ATP 250     | 579 320 € | Dur (int.) | Sander Arends Luke Johnson              | Pierre-Hugues Herbert Albano Olivetti | 6-4, 3-6, [10-3]  | Tableau |

## Identité visuelle

Logo initial.
Ancien logo.
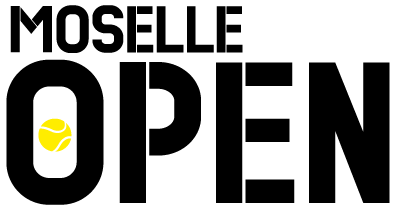
Logo actuel.